# Premis Cóndor de Plata 1998
La 46a edició dels Premis Cóndor de Plata 1998, concedits per l'Asociación de Cronistas Cinematográficos de la Argentina, 27 d'abril de l'any 1998 al Teatro Maipo de Buenos Aires, on es va reconèixer a les millors pel·lícules argentines estrenades durant l'any 1997.
Es va lliurar el Premi Còndor de Plata a la Trajectòria a l'actor Pepe Soriano per la seva llarga i destacada carrera en la indústria cinematogràfica.
Les pel·lícules més distingides durant la cerimònia van ser Buenos Aires viceversa del director Buenos Aires viceversa del director Alejandro Agresti; Martín (Hache) d'Adolfo Aristarain i Cenizas del paraíso dirigida per Marcelo Piñeyro.

## Guanyadors i nominats
| Millor pel·lícula | Millor director |
| --- | --- |
| - Buenos Aires viceversa — Alejandro Agresti - Cenizas del paraíso — Marcelo Piñeyro - Martín (Hache) — Adolfo Aristarain                                         | - Adolfo Aristarain — Martín (Hache) - Alejandro Agresti — Buenos Aires viceversa - Marcelo Piñeyro — Cenizas del paraíso |
| Millor actriu | Millor actor |
| - Cecilia Roth — Martín (Hache) - Inés Estévez — La vida según Muriel - Soledad Villamil — La vida según Muriel                                                   | - Federico Luppi — Martín (Hache) - Germán Palacios — El sueño de los héroes - Héctor Alterio — Cenizas del paraíso - Miguel Ángel Solá — Bajo bandera                                                                       |
| Millor actriu de repartiment | Millor actor de repartiment |
| - Leticia Brédicce — Cenizas del paraíso - Mirta Busnelli — Buenos Aires viceversa - Mónica Galán — Pequeños milagros - Soledad Villamil — El sueño de los héroes | - Eusebio Poncela — Martín (Hache) - Carlos Roffé — Buenos Aires viceversa - Daniel Kuzniecka — Cenizas del paraíso - Ulises Dumont — Historias clandestinas en La Habana                                                    |
| Millor Revelació Femenina | Millor Revelació Masculina |
| - Vera Fogwill — Buenos Aires viceversa | - Nicolás Scarpino — Bajo bandera - Nazareno Casero — Buenos Aires viceversa - Nicolás Abeles — Cenizas del paraíso - Nicolás Pauls — Buenos Aires viceversa                                                                 |
| Millor guió original | Millor guió adaptat |
| - Alejandro Agresti — Buenos Aires viceversa - Adolfo Aristarain i Kathy Saavedra — Martín (Hache) - Marcelo Piñeyro i Aída Bortnik — Cenizas del paraíso         | - Guillermo Saccomano i Juan José Jusid — Bajo bandera - Marcos Carnevale — Noche de ronda - María Luisa Bemberg, Jorge Goldenberg i Alejandro Maci — El impostor - Sergio Renán i Jorge Goldenberg — El sueño de los héroes |
| Millor opera prima | Millor pel·lícula estrangera |
| - La vida según Muriel — Eduardo Milewicz - El impostor — Alejandro Maci - Fantasmas en la Patagonia — Claudio Remedi - Prohibido — Andrés Di Tella               | - Smoke — Wayne Wang () - Kolya — Jan Sverák () - L.A. Confidential — Curtis Hanson () - Secrets i mentides — Mike Leigh ()                                                                                                  |
| Millor Fotografia | Millor Muntatge |
| - Marcelo Camorino — Sol de otoño - Esteban Sapir — La vida según Muriel - Alfredo Mayo — Cenizas del paraíso - Ricardo Aronovich — El impostor                   | - Alejandro Agresti i Alejandro Brodersohn — Buenos Aires viceversa - Alejandro Alem — Comodines - Juan Carlos Macías — Cenizas del paraíso - Marcela Sáenz — La vida según Muriel                                           |
| Millor escenografia | Millor música original |
| - Margarita Jusid — El sueño de los héroes - Emilio Basaldua — El impostor - Margarita Jusid — Bajo bandera - Margarita Jusid — Pequeños milagros                 | - Juan Federico Jusid — Bajo bandera - Bob Telson — La vida según Muriel - Nicola Piovani — El impostor - Osvaldo Montes — Cenizas del paraíso                                                                               |

## Premis i nominacions múltiples
| Pel·lícula             | Nominacions |
| ---------------------- | ----------- |
| Cenizas del paraíso    | 10          |
| Martín (Hache)         | 6           |
| La vida según Muriel   | 6           |
| Bajo bandera           | 5           |
| El impostor            | 5           |
| Buenos Aires viceversa | 4           |
| El sueño de los héroes | 4           |
| Pequeños milagros      | 4           |

| Pel·lícula             | Premis |
| ---------------------- | ------ |
| Buenos Aires viceversa | 4      |
| Martín (Hache)         | 4      |
| Bajo bandera           | 3      |
| La vida según Muriel   | 2      |